# 拉賈·高里
Lajjā Gaurī 是一位蓮花頭的印度教女神，與豐富、生育力和性有關，有時被委婉地描述為 Lajja（意即“謙遜”）。她有時會呈現出分娩的姿勢，但沒有懷孕的外在跡象。